# Moelfre

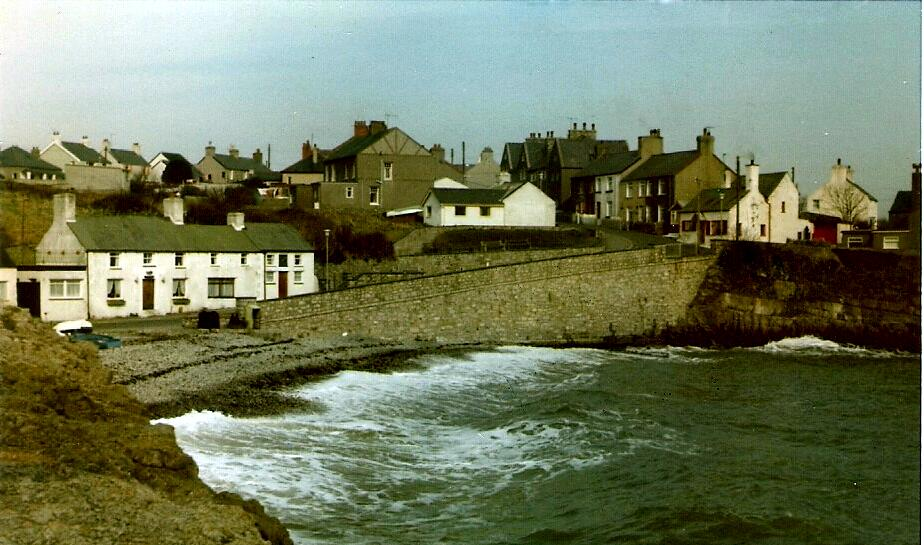
La costa y el muro.

Moelfre es un pueblo en Anglesey, al norte de Gales, y en el Sendero Marítimo de Anglesey. El código postal del Royal Mail empieza por LL72. 
Fue el sitio del naufragio en 1859 del barco híbrido Royal Charter casi al término de su viaje desde Australia hasta Liverpool. Actualmente la localidad posee 1.129 habitantes (censo de 2001), 502 hogares y un desempleo del 5%. Hay una oficina de correos, una panadería, una tienda de pescado y patatas (fish and chip shop), un restaurante (Ann's Pantry), la posada Oak Lodge (que es pub, hostal con servicio de cama y desayuno y restaurante), y un segundo pub: el hotel Kinmel Arms. No hubo alumbrado público hasta bien haber pasado la Segunda Guerra Mundial.
La Estación de Lanchas de Socorro RNLI de Moelfre está abierta al público y posee una famosa historia, que incluye el rescate del Hindlea en 1959, siendo salvada toda la tripulación.
Esta área es famosa al estar justo junto a la extensa playa de arena bahía Lligwy, que es un excelente lugar para deportes acuáticos y de playa, y la granja antigua de piedra de Din Lligwy. Cerca se encuentra Ynys Moelfre, que es un refugio para pájaros, y se pueden ver focas y marsopas. El pueblo es fácilmente accesible, estando a solo cinco minutos de la A5025. La línea principal de estaciones ferroviarias más cercanas están en Bangor o Llanfairpwllgwyngyll. Se puede acceder a éstas en menos de media hora con el servicio de autobús que opera en la localidad.
El significado de la palabra galesa Moelfre traducida al español es colina calva o estéril, describiendo la tierra detrás del pueblo, como se ve desde el mar.